# Dose dei Nicoloti
Als Doge oder Dose dei Nicoloti wurde der Vorsteher der venezianischen Gemeinde von San Nicolò, bzw. der Capo der Contrada von San Nicolò bezeichnet. Deren Bewohner wurden Nicoloti genannt. Das „Amt“ bestand bis zum Ende der Republik Venedig im Jahr 1797.
In der Öffentlichkeit trug er ein langes, rotes Oberkleid aus Damast (im Sommer aus Seidendamast) mit weiten Ärmeln. Dem Dogen von San Nicolò waren zwölf Räte sowie ein Kanzler beigeordnet, der die Verwaltung der Fischerinnung führte.  
Dieser Dose oder Doge wurde zunächst in der Kirche von S. Nicolò gewählt. Er musste dem Dogen von Venedig nach der Wahl zusagen, seine Gemeindemitglieder wie ein Vater zu behandeln. Daraufhin küsste er Hand und Mantel des Dogen, um danach in feierlicher Zeremonie seiner Gemeinde präsentiert zu werden. Er hatte zur Festa della Sensa das Recht, sein Boot am Heck des prachtvollen Staatsschiffes, des Bucintoro zu vertäuen.
Von den Fischerbarken seiner Gemeinde durfte er eine Abgabe einziehen. Es standen ihm zwei Boote für den Fischverkauf am Fischmarkt von Rialto und an dem von San Marco zu.
In den beiden Gemeinden von S. Angelo Raffaele und S. Nicolò dei Mendicoli in Dorsoduro wohnten überwiegend arme Fischer. Der Dose, so behaupteten die benachbarten Castellani, wäre bloß ein Gastalde. Daher wurde er dort nur Gastaldo Grande de'Nicolotti genannt. 
Der letzte Nicolotti-Doge hieß Vincenzo Dabalà mit dem Beinamen Manestra. Gewählt 1794, saß er nach dem Ende der Republik in der Gemeindeversammlung, der Municipalità provisoria vom 16. Mai 1797. Dabalà starb am 2. April 1830 im Alter von 81 Jahren. Eine Inschrift, angebracht in San Nicolò, aus dem Jahr 1876 erinnert an das Amt.
1850 verfasste Ida von Düringsfeld ihren Antonio Foscarini, in dem im 3. Band auch der Doge der Nicolotti auftaucht.